# Distrito de Tsiroanomandidy
Tsiroanomandidy es un distrito de la región de Bongolava, en la isla de Madagascar, con una población estimada en julio de 2014 de 335 789 habitantes.
Se encuentra ubicado en el centro de la isla, a poca distancia al noroeste de la capital nacional, Antananarivo.